# JR貨物UF16R形コンテナ
UF16R形コンテナ（UF16Rがたコンテナ）は、日本貨物鉄道（JR貨物）輸送用として籍を編入している、12 ft 私有コンテナ（冷凍コンテナ）である。

## 概要
本形式の数字部位 「 16 」は、コンテナの容積を元に決定される。このコンテナ容積16 m3の算出は、厳密には端数を四捨五入計算のために、内容積15.5 m3 - 16.4 m3の間に属するコンテナが対象となる
。また形式末尾のアルファベット一桁部位 「 R 」は、本来は私有コンテナの使用用途を示す記号であるが、現在のところこれに該当する公式発表のほか、関連する各種の文献は見つかっていない。なお、一部の記述では、JR貨物所有コンテナに付される「リニューアル」を示すと散見されるが、本件コンテナは新製品のためにこれらの記述は間違いである。2009年に登録が始まった。

## 番台毎の概要
他形式とは異なり、特異な付与がなされている。

### 50000番台
50001 - 50005
ヤンマー所有。中国CIMC製の固体のみを輸入して、国内でヤンマー製の冷凍機を後付して誕生した。総重量6.8 t、片妻・片側L字二方向開き仕様。

## 外部サイト
個人画像サイト『コンテナの絵本』内、UF16R項目を参照。
| スタブアイコン | サブスタブ | この項目は、まだ閲覧者の調べものの参照としては役立たない、鉄道に関連した書きかけの項目です。この項目を加筆・訂正などしてくださる協力者を求めています（P:鉄道/PJ:鉄道）。 |